# Technoboy
Technoboy, pseudonimo di Cristiano Giusberti (Bologna, 19 dicembre 1970), è un disc jockey e produttore discografico italiano.

## Biografia
Il nome Technoboy nasce ad inizio carriera, proprio perché il genere che proponeva in quegli anni era techno.
Inizia la sua carriera come DJ nel 1992, suonando nei seguenti locali bolognesi: Living (1992-1994), Pachito Club (1992-1994), Elixer Vitae(1992-1995) Escape (1994-1995 Cassero 1996). Successivamente viene chiamato in ulteriori locali sparsi per la Romagna quali Savioli (Riccione, 1994), Station (Padova, 1995-1998), Exodus (Portomaggiore (Ferrara), 1997, 1998) e molti altri. Sempre nel 1992 diventa A&R per la Records 66 Music Market for DJ's, posizione che ancora occupa.
Nel 1996 comincia la sua carriera da produttore per la Arsenic Sound, fino al 1998.
Nel 1998 poi lascia l'Arsenic Sound per andare a lavorare per la Saifam. Per la Saifam, Cristiano Giusberti ha lavorato per i sub-label Dance Pollution, Red Alert, Titanic Records, Green Force, BLQ, Bonzai Records Italy, Bonzai Trance Progressive Italy e XTC Italy.
Numerosissimi sono i progetti hardstyle diretti da lui o con i quali ha collaborato negli ultimi anni, come: DJ Gius, Nitro, Klone, Pacific Link, The Hose, Spiritual Project, Giada, The KGB's, K-Traxx, Citizen, TNT, Hardstyle Masterz, Hunter, The Raiders, DJ Stardust, Droid, Atlantic Wave, Vector Two, Q-Zar, Nitro, Ruff, Speedwave, Builder, Psy Man.
La sua fama lo ha portato a suonare in moltissimi eventi esteri, come DefQon.1, Sensation Black, Mystery Land, InQontrol, Hard Bass, X-Qlusive, Decibel, e soprattutto Qlimax a cui non è mai mancato negli ultimi anni e ha fornito set di alto livello, specialmente nell'edizione 2008 di cui ha anche realizzato l'anthem Next dimensional world. In più Technoboy ha portato la sua musica in moltissimi locali in Inghilterra, Paesi Bassi, Belgio, Germania, Austria e soprattutto in Italia nei più grandi e famosi Club Italiani come lo Shock! Di cui è il creatore dell'anthem 2011 *Club Shock! creato sotto TNT (Technoboy & Tuneboy)
Nel 2010 la rivista specialistica DJ Mag ha dedicato un articolo alla sua produzione "The Undersound" insieme al cantante Ruffian.

## Discografia

### Singoli
Come Technoboy:
- Amino-Acid (12") - Titanic Records 1999
- The Future (12") - Titanic Records 2000
- Hardrive (12") - Titanic Records 2002
- Ravers' Rules (12") - Titanic Records 2002
- Tales From A Vinyl (12") - Titanic Records 2003
- War Machine (12") - Titanic Records 2003
- Titanic Remix Collection Volume 2 (12") - Titanic Records 2004
- Atomic (12") - Titanic Records 2005
- Titanic Remix Collection Volume 3 (12") - Titanic Records 2005
- Guns 'N' Noses (12") - Titanic Records 2006
- Into Deep (12") - Titanic Records 2006
- Vita (12") - Titanic Records 2007
- Rage (12") - Titanic Records 2008
- Oh My God (12") -  Titanic Records 2008
- Next Dimensional World (Qlimax 2008 Anthem) (12") - Titanic Records 2008
- Ti Sento (12") - Titanic Records 2009
- The Undersound (12") - Titanic Records 2010
- Vanilla Sky (12") - Titanic Records 2011

Come DJ Gius:
- Overcharge (12") - Titanic Records 1998
- Overcharge (12") - Byte Progressive 1998
- Byte Progressive Attack 2 (12") - Byte Progressive 1999
- Dynamite (12") - Red Alert 2000
- Dynamite (12") - A45 Music 2000
- Amnesia (12") - EDM 2001
- Amnesia (12") - Green Force 2001
- Amnesia (12") - Electropolis 2001
- De-Generation (12") - EDM 2001
- De-Generation (12") - Spectra Records 2001
- De-Generation (12") - Full Access 2001
- Metal (12") - Green Force 2002
- Puffganger (12") - Red Alert 2003
- Definition Of A Track (12") - Dance Pollution 2004
- Mega What (12") - Red Alert 2004
- Jerk It! (12") - Blq Records 2005
- V Like Venusian (12") - Blq Records 2006
- Things To Do (12") - Blq Records 2007

Come Aceto:
- Go (12") - Dance Pollution
- Sexy Gate (12") - Houzy Records
- Hard Kick (12") - Dance Pollution 2000
- Ritmo Musicale (12") - Airplay Records 2002
- Battito Perfetto (12", CDS) - 2003

### Compilation
Come Technoboy:
- Italian Hardstyle - Atlantis Records 2002
- Italian Hardstyle 2 -  Atlantis Records 2002
- Italian Hardstyle 3 - (Doppio CD)  Atlantis Records 2003
- Italian Hardstyle 4 - (Doppio CD)  Atlantis Records 2003
- Italian Hardstyle Part 1 - (Doppio CD)  EMI Music 2003
- Technodome 7 -  S.A.I.F.A.M.  2003
- The No. 1 Hardstyle DJ From Italy Vol. 2 - (Doppio CD)  EMI Music 2003
- I'm Hardstyle - (Doppio CD)  Atlantis Records 2004
- Italian Hardstyle 5 - (Doppio CD)  Atlantis Records 2004
- Italian Hardstyle 6 - (Doppio CD)  Atlantis Records 2004
- Technodome 8 - S.A.I.F.A.M.  2004
- Technodome 9 - S.A.I.F.A.M.  2004
- Blutonium Presents Hardstyle Vol. 7 - (Doppio CD)  EMI Music 2005
- Hard Bass Vol. 5 - The Battles - (Doppio CD)  Seismic 2005
- I'm Hardstyle Vol. 2 - (Doppio CD)  Atlantis Records 2005
- Italian Hardstyle 7 - (Doppio CD)  Atlantis Records 2005
- Italian Hardstyle 8 - (Doppio CD)  Atlantis Records 2005
- Italian Hellstars - (Doppio CD)  Atlantis Records 2005
- Technodome 10 -  S.A.I.F.A.M.  2005
- Technodome 11 -  S.A.I.F.A.M.  2005
- Technodome 12 - The Ultimate Techno Adventure - S.A.I.F.A.M.  2006
- Italian Hardstyle 9 - (Doppio CD)  Atlantis /The Saifam Group 2006
- Italian Hardstyle 10 - (Doppio CD)  Atlantis /The Saifam Group 2006
- Bassdusche Vol.3 (insieme a Ziggy X) - (Doppio CD)  Aqualoop Records 2007

Come DJ Gius:
- Technodome 2 - 2000
- Transgression - 2000
- Technodome 4 - 2001
- Transgression 3 - 2001
- Technodome 5 - 2002
- Technodome 6 - 2002

### Remixes
Come Technoboy:
- Bitte ein Beat! - Beat 3 - EMI 2002
- Harder March 3 - Sony Music 2002
- ID&T Hardhouse - ID&T 2002
- Blutonium Presents Hardstyle Vol. 1 & 2 - EMI 2003
- Blutonium Presents Hardstyle Vol. 3 - Ministry of Sound 2004
- Defqon 1 2004 - Universal 2004
- Oxa Hardstyle Night Vol. 2 - Oxa 2005
- Headhunterz - Rock Civilization (Technoboy Remix) Scantraxx Records 2009

Come DJ Gius
- Club Rotation Vol. 8 - Warner 1999
- Atmoz 10 - The Sound Of The Clubs - EMI 2000
- Kernkraft 400 - Diverse 2000
- Trance Files 2000 The Final Yearmixes - ID&T 2000
- Hardstyle European Hard Trance - Capitol Records